# Caleta Tortel
Caleta Tortel är en kustby i Chile. Den ligger i kommunen Tortel i regionen Región de Aisén, i den södra delen av landet, 1 600 km söder om huvudstaden Santiago de Chile. Caleta Tortel ligger mellan mynningen för Río Baker och Bakerfjorden. Samhället är beläget 61 meter över havet och antalet invånare är 320.

## Beskrivning av byn
Caleta Tortel grundades 1955 för att utvinna trä från cypressarten Pilgerodendron uviferum som fanns rikligt i området. Virkesindustrin är än idag huvudnäringen i Tortel. Under största delen av byns existens har den bara kunnat nås via båt eller flyg. År 2003 byggdes en väg som ansluter byn till riksväg Carretera Austral.
Caleta Tortel består huvudsakligen av pålbyggnader som är byggda flera kilometer utmed kusten. Istället för vanliga gator finns gångbanor byggda av cypressträ vilket ger byn dess unika utseende.
I Caleta Tortel finns en skola som kallas Escuela Comandante Luis Bravo Bravo och som 1978 invigdes av den chilenska marinen. Skolan sträcker sig upp till åttonde klass och har total omkring 90 elever.
Inga banker eller uttagsautomater finns utom för BancoEstados kunder. Tillgång till telefon och internet finns samt täckning för Entel mobil. I byn finns vårdcentral, polisstation, brandmän, hamnmästare och möjlighet till personregistrering.
Båtturer går till Jorge Montt-glaciären och andra platser som är tillgängliga från byn. Byn betjänas av den närliggande Río Bravo Airport, vars landningsbana är 600 meter lång och 23 meter bred.

## Terräng och klimat
Terrängen runt Caleta Tortel är bergig åt nordost, men åt sydväst är den kuperad. Havet är nära Caleta Tortel åt sydväst. Trakten runt Caleta Tortel är nära nog obefolkad, med mindre än två invånare per kvadratkilometer.. Caleta Tortel är det största samhället i trakten. 
I omgivningarna runt Caleta Tortel växer i huvudsak blandskog.